# Vasomotorik
Als Vasomotorik bezeichnet man die Regulation der Weite der Blutgefäße und damit auch der Durchblutung. Sie findet vor allem auf der Ebene der Arteriolen statt, über Veränderung des Tonus der glatten Muskulatur in der Tunica media dieser kleinen Arterien. Dabei kann sich der Tonus verringern, womit sich die Gefäße erweitern (Vasodilatation), oder erhöhen und die Blutgefäße verengen (Vasokonstriktion). Die Vasomotorik wird durch Nerven (nerval), aber auch durch Hormone (hormonell) und die Stoffwechselsituation (metabolisch) reguliert.

## Nervale Steuerung
Die nervale Steuerung der Blutgefäße erfolgt über das vegetative Nervensystem, genauer den Sympathikus. Die Erregung des Sympathikus bewirkt eine Gefäßverengung (Vasokonstriktion), eine verminderte Sympathikus-Aktivität eine Gefäßerweiterung (Vasodilatation). Die Blutgefäßnerven werden als Vasomotoren bezeichnet. Die Steuerung des Gesamtsystems für die Gefäßverengung liegt in der Medulla oblongata, das entsprechende Nervenzellgebiet wird als Vasomotorenzentrum bezeichnet.

## Hormonelle Steuerung
Die hormonelle (Syn. humorale) Steuerung der Vasomotorik wird über Adrenalin, Noradrenalin, Histamin und Kinine realisiert. Bei Adrenalin ist die Wirkung dosisabhängig: Geringe Konzentrationen bewirken eine Vasodilatation, hohe eine Vasokonstriktion. Noradrenalin wirkt vasokonstriktorisch, Histamin und Kinine vasodilatatorisch.

## Metabolische Steuerung
Kommt es im Gewebe zu einer Übersäuerung (Azidose) oder zu einem Anstieg im CO2-Gehalt, werden eine Gefäßerweiterung und damit eine bessere Durchblutung ausgelöst. Bei einer Alkalisierung (Alkalose) wird die Durchblutung reduziert.

## Steuerung durch Ionen
Bestimmte Ionen haben einen Einfluss auf die Vasomotorik. Calciumionen wirken vasokonstriktorisch, Kalium- und Magnesiumionen vasodilatatorisch.

## Steuerung durch die Endothelzellen
Die Innenauskleidung der Blutgefäße, das Endothel, ist ebenfalls an der Steuerung der Vasomotorik beteiligt. Endothelzellen stellen Stickstoffmonoxid (endothelium-derived relaxing factor, EDRF), welches auf die Media stark vasodilatatorisch wirkt. Bradykinin, Histamin, Acetylcholin, Thrombin und Vasopressin steigern über die Stimulation der Guanylylcyclase und damit über einen erhöhten cGMP-Spiegel die EDRF-Produktion im Endothel. Auch Prostacyclin bewirkt eine Vasodilatation. Zudem bilden die Endothelzellen Endothelin-1 und Thromboxan A2, welche vasokonstriktorisch wirken.

## Störungen
Bei einer Schädigung des Rückenmarks kann es auch zum Ausfall des Sympathikus der entsprechenden Segmente kommen. Hierbei kommt es im betroffenen Dermatom unter anderem zu einer Vasodilatation mit Rötung der Haut. Gleiches gilt bei Schädigungen des Grenzstrangs, die vor allem durch bösartige Tumoren verursacht werden. Bei Nervenschädigungen wie dem diabetischen Fußsyndrom kommt es zur Störung der Vasomotorik mit Rötung des Fußes, die sich im Stehen verstärkt. Zudem ist die Anpassung an Temperaturreize gestört.
Bei nahezu allen Arten des Schocks führt die Übersäuerung des Gewebes zu einer Störung der Vasomotorik.